# Famille de Douhet
La famille de Douhet olim Douhet est une famille subsistante de la noblesse française.
Cette famille compte parmi ses membres des gouverneurs, des pages, un évêque, des officiers, des magistrats d'Ancien Régime, un sénateur au XIXe siècle.

## Origines
La famille de Douhet est originaire de la haute-Auvergne.
Le premières mentions de cette famille remontent aux années 1298 et 1320 où ils étaient notaires à Nonnette et à Riom.
Pierre Douhet était procureur à La Tour en 1459.

## Noblesse
La filiation débute avec noble homme Antoine Dohet, licencié ès lois, bachelier en décrets, demeurant à La Tour en la paroisse de Saint-Pardoux, où il épousa le 23 juin 1470 Alix Bompard héritière des terres d'Auzers et de Marlac situés à deux lieues de Mauriac. En premières noces il avait épousé Marguerite de Durat en 1464. Il était conseiller de Jean, comte de Boulogne et d'Auvergne, quand il fut anobli par lettres patentes de décembre 1483,. Il est l'auteur de la branche de Douhet d'Auzers.
Une autre branche de cette famille, seigneurs de Cussac, issue d'un frère puîné d'Antoine Dohet s'est agrégée à la noblesse sans qu'on lui connaisse de principe d'anoblissement régulier.
Cette famille obtint différentes maintenues en la noblesse en 1667. 
Elle comparut aux assemblées de la noblesse en 1789.
Elle est membre de l'Association d'entraide de la noblesse française (ANF), depuis 1967.

## Filiation
- ... Dohet (ou Douhet)
  - noble homme Antoine Dohet (ou Douhet), conseiller de Jean de La Tour, comte d'Auvergne et de Boulogne, il épousa en premières noces en 1464 Marguerite de Durat, d'une famille d'ancienne noblesse, puis en secondes noces en 1470 Alix Bompard, héritière de la seigneurie d'Auzers. Il est anobli en 1483[2]. Du premier lit il laisse Jean, du second lit il laisse Gabriel et Pierre :
    - (du premier lit) Jean de Douhet, va se fixer en Limousin, alliance inconnue  
      - noble homme Martial de Douhet, écuyer, seigneur du Puy-Molinier près de Limoges, épouse Catherine Chaulvet
        - Pierre de Douhet, écuyer, seigneur du Puy-Molinier, épouse en 1583 Jeanne de Brugeas puis en 1596 Françoise de Miomandre, conseiller du roi, élu en l'élection du Haut-Limousin
          - (du second lit) monsieur maître Jacques de Douhet, écuyer, sieur de Martouseau puis du Puy-Molinier, conseiller du roi, lieutenant criminel à Limoges, il épouse en 1629 Charlotte Martin, conseiller d'État en 1653. Son petit-fils Jacques de Douhet, seigneur du Puy-Molinier, lieutenant général criminel en la sénéchaussée du Limousin, il épouse en 1682 à Suzanne de Roffignac, maintenu en sa noblesse en 1698. Son petit-fils Jacques-François de Douhet, chevalier, seigneur du Puy-Molinier, le Palais et Panazol, lieutenant général en la sénéchaussée de Limoges, il épouse en 1762 Marie-Anne Garat de Saint-Priest-Fourion qui prit part en 1789 aux assemblées de la noblesse tenues à Limoges. (...) Jean de Douhet du Puy-Molinier, chevalier de Saint-Louis, décédé en 1833, dernier de sa branche

      - Guillaume de Douhet, sieur du Chambon, l'un des cent gentilshommes de la maison du roi Charles IX

    - (du second lit) Gabriel de Douhet, seigneur d'Auzers, il épouse Anne de Rochefort puis en 1532 Françoise de Balaguier de Montsalès, de sa seconde union il laisse notamment deux fils :
      - Pierre de Douhet, seigneur d'Auzers, il épouse en 1581 Marguerite de Salers, il prit part aux guerres de religion en qualité d'enseigne des hommes d'armes de M. de Saint-Hérem, en récompense de ses services pour les États d'Auvergne le roi Henri III érige la seigneurie d'Auzers en baronnie en 1579. Parmi ses descendants, trois frères : Jean-Louis de Douhet d'Auzers, né en 1769, en 1778 il fait ses preuves pour être admis à l'école militaire, sous le Premier Empire il est directeur général de la police dans tous les départements au-delà des Alpes, il meurt à Turin en 1831 sans laisser de postérité de son mariage avec Henriette de Sellon, tante du comte de Cavour ; Joseph de Douhet, baron d'Auzers, dont la descendance subsiste ; Charles de Douhet d'Auzers, curé de Mauriac, évêque de Nevers en 1829, décédé en 1834.
      - Jean de Douhet, d'abord chanoine-comte de Brioude puis il épouse en 1574 Antoinette de Guy, dame de Veysset, il est le père de noble homme Jérôme Douhet, habitant du lieu de Veysset au diocèse de Clermont, qui épouse en 1595 Geneviève de Meschin, héritière de la seigneurie de Romananges. Parmi ses descendants Jacques-Barthélémy de Douhet, seigneur de Romananges, prit part en 1789 aux assemblées de la noblesse tenues à Saint-Flour, il avait épousé en 1771 mademoiselle Dufour de Pradt, sœur de l'abbé de Pradt, archevêque de Malines, l'aîné de ses trois fils Louis-Barthélémy de Douhet fut reçu en 1787 page du duc d'Orléans, le fils de ce dernier Ferdinand de Douhet, appelé "le comte de Douhet", fut reçu page du roi Charles X, sénateur inamovible, décédé en 1884, il eut une fille unique qui a épousé Edmond de Lorgeril. Octave de Douhet, cousin germain de Ferdinand de Douhet, épousa en 1847 mademoiselle du Bois de Saint-Étienne et en eut deux fils.

    - (du second lit) Pierre de Douhet, seigneur de Marlac et d'Estau, il fut nommé en 1497 capitaine du château et de la châtellenie de Claviers, il épousa en 1518 Antoinette Autié de Villemontée, et fut père de Gabriel de Douhet, seigneur des mêmes domaines, qui épousa en 1542 Jeanne de Saillant, et qui fut nommé en 1555 gouverneur de Clermont-Ferrand. Cette branche fut maintenue noble en 1667 et se fixa en Limousin où Jérôme de Douhet de Marlac épousa en 1745 Françoise de Loyac de La Bachelerie. Elle s'éteignit avec François appelé "le comte de Douhet de Marlac", chevalier de Saint-Louis, qui mourut en 1804 à Brünn en Moravie des suites de ses blessures reçues à l'armée des princes.

  - Jacques de Douhet. Ses descendants s'agrègeront à la noblesse et s'éteindront au XVIIIe siècle. Pierre de Douhet, seigneur de Cussac en la paroisse de Chaussenac, marié en 1628 à Françoise de Plaignes
    - Jacques de Douhet, seigneur de Cussac, marié en 1659 à Marie de La Barre, maintenu en sa noblesse en 1667
      - Jacques de Douhet de Cussac, né à Chaussenac en 1676, page du roi Louis XIV, il épouse Madeleine Dandin, fille d'un conseiller au présidial d'Aurillac

    - Louis de Douhet, sieur de Chameyrac, il épouse Marie de Vernet, maintenu en sa noblesse en 1667
    - François de Douhet, sieur de Lespinasse, maintenu en sa noblesse en 1667

## Personnalités
- Gabriel de Douhet, nommé en 1555 gouverneur de Clermont-Ferrand.
- Jean-Louis de Douhet d'Auzers (1769-1831), directeur général de la police dans tous les départements au-delà des Alpes, durant le Premier Empire.
- Charles de Douhet d'Auzers, évêque de Nevers en 1829.
- Guillaume Ferdinand de Douhet, sénateur.
- Jacques de Douhet (1945), scénariste de bande dessinée.

## Possessions
Fiefs : Auzers, Marlac, Estau, Romananges, Puy-Molinier, Martouseau, Chambon, Cussac, Chameyrac, Lespinasse, le Palais, Panazol, etc.[réf. nécessaire]
La famille de Douhet a hérité du château d'Auzers au XVe siècle par le mariage en 1470 d'Antoine Dohet (ou Douhet) avec Alix Bompard.[réf. nécessaire]

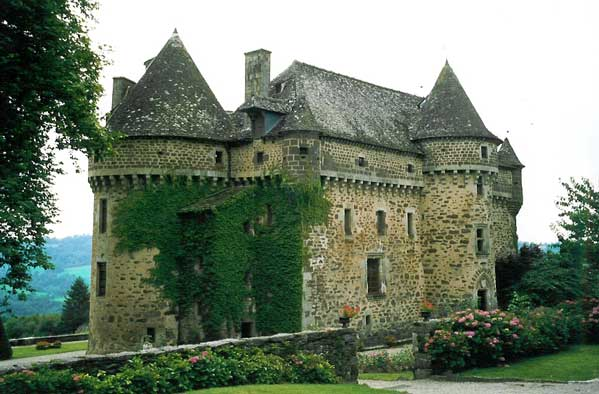
Le château d'Auzers

## Alliances
Les principales alliances de la famille de Douhet sont : de Durat (1464), Bompard (1470), Chaulvet, de Rochefort, de Balaguier de Montsalès (1532), de Saillant (1542), de Guy (1574), de Salers (1581), de Brugeas (1583), de Meschin (1595), de Miomandre (1596), de Jumilhac (1609), du Prat (1619), de Plaignes (1628), Martin (1629), de La Croix de Castries (1654), de La Barre (1659), de La Motte (1659), Dandin, de Vernet, de Montboissier (1669), Mazel (1677), de Roffignac (1682), de Mellet (1692), Le Garret (1712), Broquin, de Ribiers de La Roche (1730), de Vigier (1731), de Loyac (1745), de Saint-Chamans (1761), Garat de Saint-Priest-Fourion (1762), de Sellon, de Chalvet de Rochemonteix (1770), Dufour de Pradt (1771), de Caissac, de Roquemaurel (1836), du Bois de Saint-Étienne (1847), Autié de Villemontée, Gravier de Vergennes (1872), de Lorgeril (1874), de Scorailles, de Montmorin, de Malet (1881), de La Majorie, de Belvezer, de Montagut (1909).

## Armes, titres
- Armes : D'azur à une tour d'argent maçonnée de sable.[1] La branche d'Auzers écartèle ses armes avec celles de la famille de Bompard : De gueules à une licorne passante d'argent.[1]

- Couronne de comte (alias de baron)[1]

- Supports : Deux lions contournés d'or, armés et lampassés de gueules (alias deux griffons de sable ailés d'argent)[1]

- Devises : Vires ex alto ; A juste guerre, Dieu combat[1]

- Titres : baron d'Auzers (1579)[1], comte (titre de courtoisie).